# 國防部總督察長室
國防部總督察長室，為中華民國國防部配合行政院組織再造之政策指導，以國防部督察室為主體，納編政治作戰局軍紀監察處、主計局內部審核處、參謀本部聯合作戰訓練及準則發展室督察綜合處等單位成立之內部單位，整合施政研考、戰技戰術督察、財務稽核及軍紀監察等功能，建立超然、客觀之督察體系，遂行各項督察任務。

## 業務職掌
1. 國防督考政策與制度、施政風險管理制度、施政績效、專案督考之研究、規劃、督導、評核、執行及建議。
2. 重大施政指示、立法院與監察院審議意見、重大會議議決事項及國防施政列管案件之督導。
3. 國防施政研考有關國防資源、資訊與研究發展等計畫至執行之督考成效評估、制度革新、策進案建議及年度國防施政督考總報告之編纂。
4. 本部與所屬機關重大施政議題之評估、管制建議與相關業務之承轉、督導及考核。
5. 國軍戰術、技術督察政策及督察會報之規劃；執行重大飛行、航行、地面及裝備安全事件復查；作戰時納編指揮中心作業及督導執行三軍聯合作戰。
6. 國軍監察人員人事、教育、軍風紀維護及監辦之政策擬訂； 國軍監察相關法令之研擬及釋義。
7. 本部所屬機關（構）、部隊與直屬單位監察（參）官、監察主管之人事經管、調任及考績事項之規劃執行。
8. 國軍軍紀教育之規劃、督導；平、戰時 國軍軍紀狀況彙整、分析及報告；訂頒軍紀要求、指示與國軍各級部隊軍紀安全評核審查及積點核撥。
9. 受理重大軍風紀、申訴、陳情、檢舉及輿情案件之分辦；立法院、監察院有關軍風紀事項之綜辦；重大採購、研發、生產軍事投資案件之監辦與協調、督導及考核。
10. 國軍財務專案督察之規劃、執行、考核及建議。
11. 其他有關督察事項。

## 歷任總督察長
| 任次 | 圖像 | 姓名   | 軍種軍階                        | 任期時間                      | 備註                                                                          |
| ---- | ---- | ------ | ------------------------------- | ----------------------------- | ----------------------------------------------------------------------------- |
| 1    |      | 孫玦新 | 陸軍中將                        | 2013年1月1日－2013年1月31日   | 國防部常務次長兼任                                                            |
| 2    |      | 黃奕炳 | 陸軍中將                        | 2013年2月1日－2013年6月30日   |                                                                               |
| 3    |      | 夏復華 | 海軍陸戰隊中將                  | 2013年7月1日－2014年7月15日   |                                                                               |
| 代理 |      | 未知   |                                 | 2014年7月16日－2014年7月31日  |                                                                               |
| 4    |      | 陳添勝 | 空軍中將                        | 2014年8月1日－2015年4月15日   |                                                                               |
| 代理 |      | 未知   |                                 | 2015年4月16日－2015年4月30日  |                                                                               |
| 5    |      | 吳萬教 | 空軍中將                        | 2015年5月1日－2015年10月31日  | 首位任內晉升二級上將，以往皆由此職中將退役，已於2015年11月1日接任國防大學校長 |
| 代理 |      | 吳寶琨 | 簡任第十二職等 （海軍上校退役） | 2015年11月1日－2015年11月16日 |                                                                               |
| 6    |      | 韓更生 | 空軍中將                        | 2015年11月17日－2016年3月31日 |                                                                               |
| 代理 |      | 吳寶琨 | 簡任第十二職等 （海軍上校退役） | 2016年4月1日－2016年5月19日   |                                                                               |
| 7    |      | 潘進隆 | 海軍陸戰隊中將                  | 2016年5月20日－2016年8月4日   |                                                                               |
| 代理 |      | 吳寶琨 | 簡任第十二職等 （海軍上校退役） | 2016年8月5日－2016年8月31日   |                                                                               |
| 8    |      | 劉守仁 | 空軍中將                        | 2016年9月1日－2017年7月31日   |                                                                               |
| 代理 |      | 朱華倉 | 簡任第十二職等 （文職出身）     | 2017年8月1日－2018年1月11日   |                                                                               |
| 9    |      | 尚永強 | 海軍中將                        | 2018年1月12日－2018年1月31日  | 國防部常務次長兼任                                                            |
| 10   |      | 胡開宏 | 空軍中將                        | 2018年2月1日－2018年8月31日   |                                                                               |
| 11   |      | 高嘉濱 | 海軍中將                        | 2018年9月1日－2019年11月30日  | 首位少將佔缺晉升中將，以往皆由資深中將出任，已於2019年1月1日晉升中將          |
| 12   |      | 黃國明 | 陸軍中將                        | 2019年12月1日－2020年9月30日  | 首位專科班出任                                                                |
| 代理 |      | 未知   |                                 | 2020年10月1日－2020年10月31日 |                                                                               |
| 13   |      | 劉得金 | 陸軍中將                        | 2020年11月1日－2022年5月31日  |                                                                               |
| 14   |      | 楊基榮 | 陸軍中將                        | 2022年6月1日－2023年2月28日   |                                                                               |
| 15   |      | 楊海明 | 陸軍中將                        | 2023年3月1日－2023年6月30日   |                                                                               |
| 16   |      | 李兆明 | 陸軍中將                        | 2023年7月1日－2024年4月30日   |                                                                               |
| 17   |      | 李榮華 | 陸軍中將                        | 2024年6月1日－2024年8月31日   | 78年班                                                                        |
| 18   |      | 章元勳 | 陸軍中將                        | 2024年9月1日－2025年6月30日   | 76年班                                                                        |
| 19   |      | 盧建中 | 空軍中將                        | 2025年7月1日－                |                                                                               |